# Dollarama
Dollarama Inc. es una cadena minorista de tiendas de un dólar con sede en Mount Royal, Quebec. Desde 2009, ha sido el mayor minorista de artículos de cinco dólares o menos de Canadá. Dollarama tiene más de 1400 tiendas y está activa en todo Canadá; Ontario tiene la mayor cantidad de tiendas.

## Historia

### Rossy S Inc.
La primera tienda de todo a un dólar fue fundada en Montreal en 1910 por Salim Rassy, un inmigrante libanés, cuyo nombre pasó a ser Rossy. Su hijo George se hizo cargo del minorista en 1937 y dirigió la empresa hasta su muerte en 1973, cuando su nieto Larry Rossy asumió el liderazgo cuando tenía 20 tiendas.

### Dollarama
El minorista de descuento creció a 44 tiendas en 1992, que hasta entonces operaba bajo el nombre de Rossy S Inc. (que no debe confundirse con Rossy Michael, una cadena similar fundada en 1949 por otro hijo de Salim Rassy). Ese año, Larry Rossy abrió el primer Dollarama en el centro comercial "Les Promenades du St-Laurent" en Matane. La división Dollarama se convirtió rápidamente en la principal fuente de ingresos de la familia Rossy. Como tal, la cadena Rossy S se discontinuó y todas sus tiendas cerraron por completo o se convirtieron en ubicaciones de Dollarama para el cambio de milenio. Después de convertir todas las ubicaciones al concepto de tienda de un dólar, Larry Rossy continuó abriendo nuevas tiendas y finalmente llegó a 1000 tiendas en 2015. En noviembre de 2004, el 80 por ciento de la cadena se vendió por 850 millones de dólares a un fondo de capital privado, Bain Capital, de Boston, Massachusetts.

### Post IPO
La oferta pública inicial de Dollarama tuvo lugar el 9 de octubre de 2009. En 2013, Dollarama planeaba expandir su mercado a América Latina y firmó un acuerdo de ocho años para compartir su experiencia comercial y ofrecer servicios de abastecimiento a Dollarcity, una cadena salvadoreña de tiendas de un dólar en Centroamérica y Colombia.
En 2016, Dollarama estableció una asociación con Marco G. R. Enterprise, lo que resultó en el patrocinio de la primera edición del Campeonato de Fórmula Windsor.
En 2018, Dollarama retiró del mercado más de 50.000 juguetes infantiles debido a niveles peligrosos de ftalatos.
El número de tiendas en octubre de 2021 era de 539 en Ontario, 379 en Québec, 134 en Alberta, 111 en Columbia Británica, 42 en Nuevo Brunswick, 41 en Manitoba, 40 en Nueva Escocia, 40 en Saskatchewan, 25 en Terranova y Labrador y 5 en la Isla del Príncipe Eduardo. La compañía anunció que abriría 700 nuevas ubicaciones en todo Canadá (incluidos algunos reemplazos para algunas de las ubicaciones de Great Canadian Dollar Store) en las provincias antes mencionadas, así como su primera tienda en el territorio del Yukon.

## Asalto de Toronto
El viernes 25 de octubre se informó que un guardia de seguridad había sido acusado de agresión derivada de una golpiza grabada en cinta en 149 Sherbourne St., cerca de Queen Street E. Toronto el martes.

## Prácticas comerciales
Muchos artículos tienen un precio de $1,00 o menos, e inicialmente casi todos los artículos tenían ese precio. A principios de 2009, Dollarama comenzó a introducir artículos con precios de hasta $2,00 (incluidos los puntos de precio de $1,25 y $1,50). Debido a la respuesta positiva de los consumidores a la estrategia de precios múltiples, las tiendas introdujeron artículos a $2,50 y $3,00 en agosto de 2012. Nuevamente aumentaron los precios para incluir artículos de $3,50 y $4,00 en agosto de 2016. En 2022, Dollarama anunció que su precio máximo aumentaría a 5,00 dólares. Este aumento en el nivel de precios permitió a la cadena adquirir productos de una mayor variedad de fuentes, incluidas las ventas de liquidación. Es posible que eventualmente se produzcan ajustes en todos los precios. Dollarama siempre ha tenido una política de no devolución ni cambio. Una vez comprado un artículo, no se puede devolver ni cambiar.

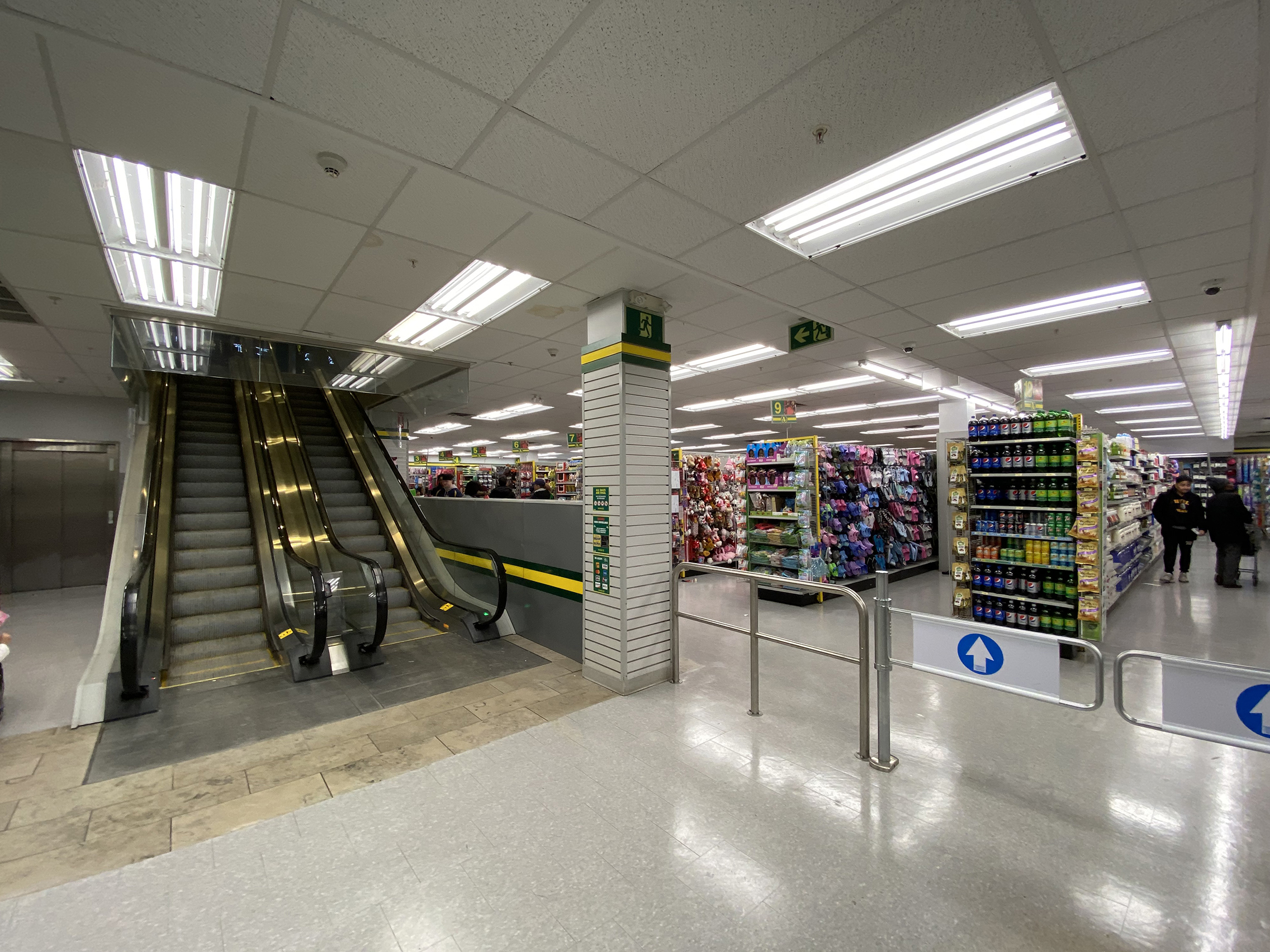
Dollarama en Square One, Mississauga, Ontario.

El pago en las tiendas Dollarama alguna vez se realizó solo en efectivo, hasta que se agregaron las tarjetas de débito Interac como opción de pago a partir de 2008. Las tarjetas de regalo comenzaron a ofrecerse en 2011. A partir de 2015, todas las tiendas Dollarama también admiten pagos Interac Flash sin contacto. En marzo de 2017, Dollarama anunció que las tarjetas de crédito se ofrecerían como opción de pago en todas las tiendas a finales del verano de 2018. Los clientes podrán pagar con Visa, Mastercard y American Express, luego de un exitoso programa piloto.
Se abrieron muchas tiendas Dollarama en lugar de las antiguas ubicaciones de la ahora desaparecida BiWay, que cerró después de una serie de transacciones financieras dudosas que involucraron a un nuevo propietario de la operación matriz. Dollarama lanzó su tienda online el 21 de enero de 2019 donde venderá muchos de sus productos al por mayor. Sólo 1.000 de los aproximadamente 4.000 productos que se ofrecen en las tiendas Dollarama se venderán online, es decir, artículos que se pueden comprar fácilmente al por mayor.